# إيه إف سي ليفربول
إيه إف سي ليفربول (بالإنجليزية: A.F.C. Liverpool)‏ هو نادي كرة قدم نصف محترف أسّسه ألف مشجع من مشجعي نادي ليفربول لكرة القدم في 2008. وهو معروض للمساهمة، بحيث كل مشجع يستطيع شراء حصة من النادي على أساس سهم (صوت) واحد لكل عضو. النادي يلعب في دوري المقاطعات الشمالية الغربية لكرة القدم الدرجة الممتازة منذ موسم 2011–12.

## وصلات خارجية
- الموقع الرسمي